# Herbertia howardi
Herbertia howardi är en stekelart som beskrevs av William Harris Ashmead 1904. Herbertia howardi ingår i släktet Herbertia och familjen puppglanssteklar. Inga underarter finns listade i Catalogue of Life.